# Pic Alt dels Cóms
El Pic Alt dels Cóms és una muntanya de 1.225 metres que es troba al municipi de Coll de Nargó, a la comarca de l'Alt Urgell.